# Boogie (genere musicale)
Il boogie (a volte chiamato post-disco  ed electro-funk) è un genere dell'R&B nato a cavallo fra gli anni settanta e ottanta. Il boogie viene suonato con strumenti musicali acustici ed elettronici, dà un ruolo di primo piano alla voce solista e risente l'influenza della musica dance elettronica. Secondo molti, esso avrebbe gettato le basi dell'electro e della house.

## Etimologia
La parola boogie sembra risalire almeno al 1929. Secondo l'American Dictionary of the English Language, la parola indicherebbe una situazione in cui la gente balla al ritmo di musica rock fortemente ritmica che incoraggia le persone a ballare.

## Storia

### Anni 1970-1980
Benché fosse già stato precedentemente usato con un'accezione diversa nel contesto del blues, del rock 'n' roll e del rockabilly, il termine boogie veniva utilizzato anche durante gli anni settanta e ottanta nell'ambito della disco music e della post-disco, come confermano ad esempio molti titoli di canzoni e vinili di disco/funk del periodo che presentano quella parola. Durante gli anni 1980, diversi artisti boogie di New York come i Peech Boys, i D Train e Sharon Redd iniziarono ad applicare la tecnica del dub al basso, anticipando così la house a venire. Nel frattempo, produttori come François Kevorkian e Larry Levan cercarono di coniare una forma di boogie dal forte sound urbano, mentre altri, come Arthur Baker e John Benitez, si lasciarono ispirare dal technopop dei Kraftwerk e degli Yellow Magic Orchestra. Secondo alcuni, furono questi ultimi artisti boogie ad aprire le porte all'electro e, in un secondo momento, al freestyle.

### Anni 2010: revival
Molto più tardi, negli anni 2000 e all'inizio del decennio successivo 2010, gruppi indietronica e artisti come James Pants, Juice Aleem e i Sa-Ra Creative Partners si lasciarono contaminare dal boogie e, più in generale, dalla musica elettronica degli anni 1980. Il duo canadese dei Chromeo pubblicò un album orientato al boogie chiamato She's in Control (2004). Dâm-Funk, un artista di Los Angeles che si era anch'egli ispirato allo stile, pubblicò Toeachizown (2009).
Tra la metà e la fine degli anni 2010, il boogie avrebbe contribuito alla nascita della nu-disco, e del future funk. Il primo è una forma di EDM europea che fonde French house, disco music americana degli anni settanta, boogie, e dance elettronica europea degli anni ottanta, il secondo è invece una variante della vaporwave. Uno degli artisti più noti ad aver risentito gli influssi del boogie è Bruno Mars, che pubblicò il successo Uptown Funk.

## Caratteristiche
Così come la post-disco, il boogie non ha un ritmo four-on-the-floor, che è quello tipico della disco music, ma enfatizza il secondo e il quarto battito della sequenza ritmica, e ogni traccia si aggira fra i 110 e i 116 bpm. I brani boogie hanno un ritmo mid-tempo, fanno un massiccio uso dello slapping (per basso elettrico durante i primi anni 1980, e / o sintetico - dalla metà del decennio), suoni di applausi, accordi melodici e suoni sintetizzati. Pur attingendo all'R&B, al funk e al jazz, il boogie non disdegna certi influssi new wave e synthpop, e presenta una strumentazione elettronica.

## Varianti

### Electro
Tra i pionieri dell'electro-boogie (a cui si dà oggi il nome di electro) ci sono gli Zapp, i D. Train, le Sinnamon e altri musicisti post-disco/boogie; specialmente quelli influenzati dalla new wave e dagli act synthpop come Human League o Gary Numan, combinati con il suono R&B di Herbie Hancock e George Clinton. Con il trascorrere del tempo, veniva dato sempre più risalto agli arrangiamenti elettronici: il basso e altri strumenti acustici furono infatti rimpiazzati da sintetizzatori prodotti in Giappone e da drum machine come la nota Roland TR-808, usata ad esempio dagli Yellow Magic Orchestra nei primi anni 1980, su Planet Rock di Afrika Bambaataa e su Sexual Healing di Marvin Gaye.

Riferendosi alle origini dell'electro, Greg Wilson dichiarò: